# Арлинд Зекири
Арлинд Зекири (на албански: Аrlind Zeqiri; на македонска литературна норма: Арлинд Зеќири) е политик от Северна Македония от албански произход.

## Биография
Роден е на 18 октомври 1983 г. в Тетово. Между 2002 и 2007 г. учи право в Университета на Югоизточна Европа в родния си град. През 2010 г. завършва дипломация и стратегически изследвания в неакредитирания Международен университет във Виена. През 2011 г. завършва магистратура по икономика в Мегатренд университет в Белград, Сърбия. След това работи като сътрудник на Кьониг Рехтсанвелте Атърнис във Виена. Бил е регионален консултант на Лански Ганцгер Партнър Атърнис в Македония. От 2012 до 2013 г. е хоноруван асистент в Държавния университет в Тетово. Бил е сътрудник по международните въпроси към Стопанската камара на Северозападна Македония в Скопие. От 2013 до 2016 г. е икономически сътрудник в Швейцария. От 16 януари 2016 г. е назначен за министър без ресор, отговарящ за привличането на чуждестранни инвестиции в служебното правителство на Република Македония.